# Margarete Schramböck
Margarete Schramböck (St. Johannin in Tirol, 12 maggio 1970) è una manager e politica austriaca,  ministro dell'Economia nel secondo governo Kurz, nel governo Schallenberg e nel governo Nehammer; in precedenza ha ricoperto questa posizione dal dicembre 2017 al giugno 2019 nel primo governo Kurz. Da maggio 2016 a ottobre 2017 è stata amministratrice delegata di A1 Telekom Austria. Schramböck è membro del Partito Popolare Austriaco.

## Biografia
Schramböck è nata nel 1970 a St. Johann in Tirol. Ha frequentato il ginnasio a St. Johann, diplomandosi nel 1989.
Si è quindi laureata in Scienze sociali ed economiche presso l'Università di Economia e Commercio di Vienna nel 1994, con una tesi sul mercato internazionale dei diamanti. Ha conseguito il dottorato in scienze sociali ed economiche presso la stessa università nel 1997 con una tesi sul futuro della consulenza aziendale, quindi ha ottenuto un MBA nel 1999 all'Università di Lione.

### Carriera nel settore privato
A partire dal 1995, Schramböck ha lavorato per Alcatel a vario titolo. Dal 1995 al 1997 è stata revisore dei conti per l'Europa Centrale e Orientale. Nel 1997 ha ricoperto il ruolo di Head of Asset Management dell'azienda e dal 1999 di Service Director per l'Austria. Nel 2000 è diventata direttore esecutivo fondatore di NextIraOne Austria. Dal 2008 al 2011 è stata anche responsabile di NextIraOne Germany. Quando la società è stata rilevata da Dimension Data nel 2014, Schramböck è rimasta come amministratore delegato di Dimension Data Austria.
A partire dal 1º maggio 2016, Schramböck è diventata il capo di A1 Telekom Austria, uno dei maggiori fornitori di telecomunicazioni del paese, prendendo il sopravvento su Alejandro Plater e il suo successore ad interim, Hannes Ametsreiter. Il suo mandato era originariamente destinato a durare cinque anni. Il 17 ottobre 2017 – appena due giorni dopo le elezioni legislative austriache del 2017 – A1 ha confermato che Schramböck era stata licenziata. Marcus Grausam, il CTO, assunse le sue responsabilità ad interim.

### Carriera politica
Sebbene all'epoca non fosse membro di alcun partito politico, Schramböck era molto vicina a Johanna Mikl-Leitner, ex ministro degli interni del Partito popolare. Schramböck fu scelta come potenziale ministro quasi immediatamente e si unì al Partito Popolare poche settimane dopo il suo licenziamento.
Quando il cancelliere Sebastian Kurz e il suo gabinetto si sono insediati il 18 dicembre 2017, Schramböck è diventata il nuovo ministro della scienza, della ricerca e dell'economia. Lo stesso giorno, Schramböck annunciò che si sarebbe unita al presidio del partito tirolese.  A seguito di un rimescolamento delle responsabilità ministeriali – una mossa regolarmente fatta dai nuovi leader della maggioranza parlamentare – Schramböck è stata nominata ministro degli affari digitali ed economici l'8 gennaio 2018.
Oltre al suo ruolo a livello nazionale, Schramböck è stata presidente della riunione dei ministri degli affari europei del PPE, che riunisce i ministri del PPE di centro-destra prima delle riunioni del Consiglio dell'Unione europea.

## Vita privata
Schramböck vive con il partner a Sankt Andrä-Wördern, una città vicino a Vienna nella Bassa Austria.